# Ernst Führich
Ernst Führich (* 16. Juli 1948 in Leipheim) ist ein deutscher Rechtswissenschaftler. Er ist Richter a. D. und war von 1986 bis 2013 Professor der Rechtswissenschaften an der Hochschule Kempten mit den Lehrgebieten Wirtschaftsprivatrecht, Arbeits- und Sozialrecht sowie Reiserecht. Führich ist durch viele Veröffentlichungen und als Sachverständiger im Deutschen Bundestag als Reiserechtler  ausgewiesen. Führich ist Autor der Kemptener Reisemängeltabelle.

## Leben
Ernst Führich ist Sohn von Rudolf Führich, und seiner Ehefrau Frieda Führich, geb. Schweizer und wuchs in Leipheim/Donau auf. Führich erlangte im Jahre 1968 die Allgemeine Hochschulreife am mathematisch-naturwissenschaftlichen Gymnasium in Günzburg. Anschließend absolvierte er als Soldat auf Zeit den zweijährigen Wehrdienst, wobei er als Reserveoffizier zum Oberleutnant ausgebildet wurde.
Führich studierte anschließend von 1970 bis 1975 an der Universität Regensburg und an der Julius-Maximilians-Universität in Würzburg Rechtswissenschaften und legte 1975 das 1. Juristisches Staatsexamen in Bayern mit dem Prädikat gut ab. Von 1975 bis 1978 war Führich Rechtsreferendar im Oberlandesgerichtsbezirk Bamberg. Von 1976 bis 1978 war Führich Doktorand bei Günther Grasmann und Karl Heinz Neumayer an der Julius-Maximilians-Universität Würzburg und behandelte in seiner Dissertation Die Einordnung des Arbeitsschutzrechts in das öffentliche oder private Recht und die internationalrechtlichen Folgen dieser Einordnung. 1978 wurde Führich zum Dr. jur. utr. mit summa cum laude promoviert.
Nach Abschluss des 2. Juristischen Staatsexamens im Jahr 1978 war Führich im Bayerischen Justizdienst tätig als Richter (Zivilgericht) am Amtsgericht Kaufbeuren, Zweigstelle Marktoberdorf (1978–1979), dann Richter (Strafgericht) am Landgericht Kempten (1978–1980) und Richter (Zivilgericht) am Amtsgericht Kempten. Von 1980 bis 1986 war er Staatsanwalt bei der Staatsanwaltschaft bei dem Landgericht Kempten. Gleichzeitig war Führich Lehrbeauftragter für Wirtschaftsprivatrecht und Arbeitsrecht an der Fachhochschule Kempten von 1981 bis 1986. Im Jahre 1986 erfolgte die Ernennung zum Professor für Rechtswissenschaften an der Fachhochschule Kempten.
Seit 2013 ist Führich emeritiert, aber weiterhin als Wissenschaftler seines Spezialgebiets Reiserecht und Autor seiner Lehrbücher zum Wirtschaftsprivatrecht tätig.

## Wissenschaftliches Werk
Der Forschungsschwerpunkt von Führich ist das Reiserecht mit den Bereichen des Reisevertragsrechts, des Reisevermittlungsrechts, des Reiseversicherungsrechts und des Individualreiserechts. Führich war an der Entwicklung dieses neuen Rechtsgebietes wesentlich beteiligt. So war er mehrmals Sachverständiger im Gesetzgebungsverfahren zur Umsetzung der EG-Pauschalreise-Richtlinie 90/314/EWG in Bonn und Berlin, Gründer und langjähriges Vorstandsmitglied der Deutschen Gesellschaft für Reiserecht (DGfR) und Mitherausgeber der von ihm mitgegründeten Zeitschrift „Reiserecht aktuell (RRa)“. Sein wissenschaftliches Hauptwerk ist das Handbuch Reiserecht. Seine Kemptener Reisemängeltabelle gilt neben der Frankfurter Tabelle als wesentliche Quelle zur Bestimmung der Höhe von Reisepreisminderungen bei Reisemängeln.
Führichs Hauptwerk als Lehrbuch ist Wirtschaftsprivatrecht, welches als Standardbuch zum Privatrecht für Wirtschaftswissenschaftler gilt. Es ist im Jahre 2017 in 13. Auflage im Verlag Vahlen/C.H.Beck München erschienen.

## Akademische Positionen
- Professor für Bürgerliches Recht, Handels-, Gesellschaftsrecht, Arbeitsrecht, Europarecht und Reiserecht ab 1986 bis 2013
- Leiter des CCR Competenz Centrum Reiserecht der Hochschule Kempten – University of Applied Sciences bis 2013
- Vorsitzender der Prüfungskommission Diplomvorprüfung Fachbereich Betriebswirtschaft ab 1988 bis 2010
- Lehrbeauftragter für Wirtschaftsprivatrecht und Arbeitsrecht, Fachhochschule Kempten, 1981 bis 1986
- Gastdozent am Joseph H. Lauder Institute of Management and International Studies, The Wharton School, University of Pennsylvania, Philadelphia, USA
- Lehrbeauftragter für Reiserecht, Berufsakademie Ravensburg, 1986 bis 2004
- Lehrbeauftragter für Reiserecht, AKAD Hochschule für Berufstätige, 1997 bis 2009

## Schriften (Auswahl)

### Bücher
- Die Einordnung des Arbeitsschutzrechts in das öffentliche oder private Recht und die internationalrechtlichen Folgen dieser Einordnung. 1978 (Dissertation, Würzburg, 1979).
- Recht im Gastgewerbe, Tourismus und Betrieb: Gesetzessammlung mit Erläuterungen. Gerber, München 1988, 535 S., ISBN 3-87249-164-4.
- Arbeitsgesetze in der Hotellerie und Gastronomie. Gerber, München 1991, 251 S., ISBN 3-87249-178-4.
- Reiserecht: Handbuch des Reisevertrags-, Reiseversicherungs- und Individualreiserechts. Müller, Heidelberg 1990; 7. Auflage: Beck, München 2015, 1716 S., ISBN 978-3-406-66847-0.
- Führich/Staudinger: Reiserecht: Handbuch des Reisevertrags-, Reiseversicherungs- und Individualreiserechts. 8. neu bearb. Auflage: Beck, München 2019, 1716 S., ISBN 978-3-406-71077 3.
- Wirtschaftsgesetze im Gastgewerbe und Tourismus: Gesetzessammlung mit einführenden Erläuterungen. Gerber, München 1991; 4. Auflage: Wirtschaftsgesetze im Privatrecht und Tourismus. Europa-Lehrmittel, Haan-Gruiten 2000, 486 S., ISBN 3-8085-6394-X.
- Wirtschaftsprivatrecht: Grundzüge des Zivil-, Handels-, Gesellschafts-, Wettbewerbs- und Verfahrensrechts für Wirtschaftswissenschaftler und Unternehmenspraxis. Vahlen, München 1992; 13.  Auflage 2017, 510 S., ISBN 978-3-8006-4782-8.
- Reisevertragsrecht für Veranstalter. In: Jörn W. Mundt: Reiseveranstaltung : Lehr- und Handbuch. Oldenbourg, München 7. Aufl. 2011, S. 237–299, ISBN 978-3-486-70450-1.
- Reiserecht von A–Z. Beck/dtv, München 1995; 3. Auflage 2006, 374 S., ISBN 3-406-53672-7 (Beck).
- Mein Recht bei Pauschalreisen. Beck/dtv, München 1997; 2. Auflage: Mein Recht auf Reisen: Guter Rat bei Urlaubsärger mit Reiseveranstaltern, Fluglinien und Hotels. 2003, 295 S., ISBN 3-406-46731-8 (Beck).
- Reiserecht – Guter Rat bei Urlaubsärger: So kommen Sie zu Ihrem Recht. Beck, München 2011, ISBN 978-3-406-61767-6 (mit Kemptener Reisemängeltabelle).
- Führich/Werdan: Wirtschaftsprivatrecht in Fällen und Fragen: Übungsfälle und Wiederholungsfragen zur Vertiefung des Wirtschaftsprivatrechts für Studierende der Wirtschaftswissenschaften. Vahlen, München 1998; 8. Auflage 2020, 276 S., ISBN 978-3-8006-6179-4
- Basiswissen Reiserecht: Grundriss des Pauschal- und Individualreiserechts. Vahlen, München, 4. Auflage 2018, 334 S., ISBN 978-3-8006-5221-1.
- Reiserecht – Guter Rat bei Urlaubsärger: So kommen Sie zu Ihrem Recht. Beck, München 2011, ISBN 978-3-406-61767-6 (mit Kemptener Reisemängeltabelle).

### Aufsätze (neuere)
- Die Risikoverteilung bei höherer Gewalt im Reisevertragsrecht, BB 1991, 493
- Umwelteinflüsse bei Pauschalreisen und ihre Konfliktlösungen im Reisevertragsrecht, NJW 1991, 2192
- Gemeinschaftsrechtliche Staatshaftung wegen verspäteter Umsetzung der EG-Pauschalreise-Richtlinie, EuZW 1993, 725
- Umsetzung der EG-Pauschalreise-Richtlinie in deutsches Reisevertragsrecht, EuZW 1993, 347
- Das neue Reiserecht nach der Umsetzung der EG-Pauschalreise-Richtlinie, NJW 1994, 244
- 7 Stolpersteine des neuen Reiserechts, RRa 1994, 90
- Der neue Insolvenzschutz des Reisenden, VersR 1995, 1138
- 1 Jahr Insolvenzsicherung – Erste Erfahrungen im Reiserecht, RRa 1996, 119
- Entschädigung bei Überbuchung von Linienflügen, NJW 1997, 1044
- Sonderbeilage MDR Heft 7/2007: Die Fluggastrechte der VO (EG) Nr. 261/2004 in der Praxis
- Defizite bei der Umsetzung der EG-Pauschalreise-Richtlinie, in: Deutsche Gesellschaft für Reiserecht (Hrsg.), Zur Notwendigkeit einer weiteren Reiserechts-Novelle, 2000, 29
- Umsetzung der EG-Pauschalreise-Richtlinie in deutsches Reisevertragsrecht, EuZW 1993, 347
- Preisänderungen beim Reisevertrag, NJW 2000, 3672
- Zweite Novelle des Reisevertragsrechts zur Verbesserung der Insolvenzsicherung und der Gastschulaufenthalte, NJW 2001, 3083
- Reisevertrag nach modernisiertem Schuldrecht, NJW 2002, 1082
- Terror, Angst und höhere Gewalt – Antworten des Reiserechts, RRa 2003, 50
- Kündigung des Reisevertrages wegen höherer Gewalt durch Krieg, Terror, SARS-Epidemie und Naturkatastrophen, VersR 2004, 445
- Die Unmöglichkeit der Durchführung einer Reise durch behördliche Maßnahmen als höhere Gewalt, RRa 2005, 50
- Dynamic Packaging und virtuelle Reiseveranstalter – Entwicklung und Anwendung des Reisevertragsrechts auf die neue internet-basierte Pauschalreise, RRa 2006, 50
- Informationspflichten über Pass- und Visumvorschriften, RRa 2006, 194
- Entschädigung wegen nutzlos aufgewendeter Urlaubszeit, MDR 2009, 906
- Pauschaslreise-Richtlinie 90/314/EWG: Notwendige Änderungen aus deutscher Sicht, Europ. Reiserechtsforum 2008, Wien 2009
- Die EU-Pauschalreise-Richtlinie und die neue Rechtsprechung von EuGH und BGH, MDR 2011, 1209
- Neues Gesetz zur Schlichtung im Luftverkehr, MDR 2013, 749
- Aktuelle Rechtsfragen zur Reisevermittlung im Spannungsfeld zwischen Handelsvertreterstatus und Beratungspflichten, RRa 2013, 269
- 20 Years of the Package Tours Directive and its Implementation in Germany, in: Gedächtnisschrift für Rainer Wörlen, Hrsg. Kokemoor ua., 2013
- Internationale gerichtliche Zuständigkeit bei Ferienunterkünften im Ausland, RRa 2014, 106
- Still Extraordinary? Extraordinary Circumstances unter the Air Passengers´ Regulation (EC) No 261(2004 – German Case Law in 2014), IFTTA Law Review 3-2015, 18 RRa 2015
- Die Entwicklung des Luftbeförderungsrechts, MDR 2015, 376; MDR 2016, 857; MDR 2019, 1285; MDR 2020, 1351
- Die Entwicklung des Reisevertragsrechts, MDR 2015, 319; MDR 2016,857; MDR 2019, 718; MDR 2020, 1089, MDR 2021, 777
- Die neue Pauschalreiserichtlinie, Inhalt und erste Überlegungen zur Umsetzung, NJW 2016, 1204
- The Implementation of the new Package Travel Directive in Germany and ist Critical Issues, in: The New Package Travel Directive, Lisboa 2017
- Das neue Pauschalreiserecht, NJW 2017, 2945
- Inanspruchnahme einer geldwerten Leistung ohne Rechtsgrund, inbes. durch Minderjährige, Anm. zu BGH, Urt. v. 7.1.1971 - VII ZR 9/70, NJW 2017, 3079 und Freudenberg, 70 Jahre NJW, Eine kleine Rechtsgeschichte von 1947-2017
- Innerbetrieblicher "wilder Streik" als außergewöhnlicher Umstand der Fluggastrechte-Verordnung, MDR 2018, 769
- Umbrella Label for booking Sustainable Tourism Services, in: Sustainable Tourism Law, Lisboa 2018
- Führich/Tonner, Die Nichtbeförderung eines israelischen Staatsbürgers durch eine arabische Fluggesellschaft, RRa 2028, 58
- Gewillkürte Pauschalreise und touristische Scheinleistung eines Servicepakets ohne Rechtsgrundlage, NJW 2018, 2926
- "Sonstige touristische Leistungen" als Reiseleistung eines Reiseveranstalters, MDR 2019, 1477
- Rücktritt vom Pauschalreisevertrag vor Reisebeginn wegen COVID-19-Pandemie, NJW 2020, 2137

### Zeitschriften und Schriftenreihen
- Schriftenreihe: Praxisbezogenes Arbeitsrecht. Forkel, Wiesbaden, 1989 bis 1995.
- Schriftenreihe: Aktuelles Reiserecht. Forkel, Wiesbaden, 1989 bis 1995.
- Herausgeberbeirat der Zeitschrift ReiseRecht aktuell (RRa). Luchterhand, Neuwied, seit 1994.
- Redakteur der Zeitschrift ReiseRecht aktuell (RRa). Luchterhand, Neuwied, 1994 bis 2006.
- Mitherausgeber der Schriftenreihe: Schriften zum Reise- und Verkehrsrecht. Nomos, Baden-Baden, 1999 bis 2005